# Вершков, Виталий Александрович
Вершков Виталий Александрович — советский электроэнергетик, один из основателей электрических сетей сверхвысокого напряжения (500 кВ. и выше), основатель и главный инженер Управления эксплуатации электрических сетей 500 кВ., стоял у истоков создания Единой энергосистемы СССР и России.

## Биография
Родился 11 мая 1913 года. В 1934 году, после окончания Московского энергетического института пришёл в Мосэнерго молодым специалистом и быстро продвинулся до начальника строительно-монтажного треста «Волгоэлектросетьстрой». В 1940 году вступил в ВКП(б).
Осенью 1941 года под его руководством был смонтирован переход воздушной линии 220 кВ через Волгу для передачи мощности Рыбинской ГЭС в Москву. Работы велись в условиях практически не прекращающихся немецких обстрелов и бомбардировок.
В послевоенные годы руководил работами по восстановлению разрушенных объектов Московской энергосистемы. С 1950 по 1954 год главный инженер Высоковольтных электрических сетей (ВВС) Мосэнерго. В 1954 году назначен главным инженером Управления по строительству первой в СССР электропередачи 400 кВ Куйбышевская ГЭС — Москва, позднее переименованного в Управление эксплуатации электросетей 400—500 кВ. Это была первая организация, управлявшая строительством, эксплуатацией и ремонтом электропередач сверхвысокого напряжения в СССР, прообраз сегодняшней Федеральной Сетевой компании.
Вершков внес вклад в строительство и организацию эксплуатации первых ЛЭП 400 кВ в СССР, являлся инициатором перевода линии 400 кВ Куйбышевская ГЭС — Москва на напряжение 500 кВ.
Был одним из авторов идеи широтных ЛЭП ультравысокого напряжения. Под его руководством проектировались линии электропередачи 1150 кВ Сибирь — Казахстан — Урал, а также ВЛ 1500 кВ постоянного тока Экибастуз — Центр.
Умер 3 марта 1980 года.
Был награждён многочисленными государственными и отраслевыми наградами. За создание линий электропередачи 500 кВ переменного тока Волгоград — Москва Вершкову в 1962 году была присуждена Ленинская премия.